# Lazarus und Joannes Baptista Colloredo

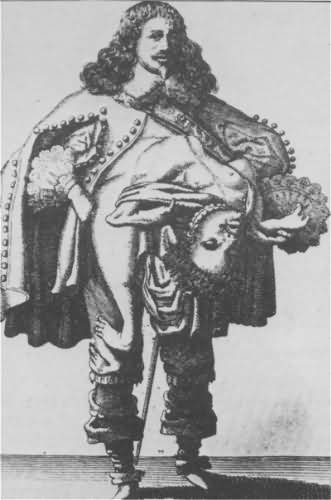
Lazarus und Joannes Baptista Colloredo

Lazarus und Joannes Baptista Colloredo (* 20. März 1617 in Genua; † nach 1646) waren ein bekannter Fall Siamesischer Zwillinge vom Typ Thoracopagus parasiticus oder Omphalopagus parasiticus. Möglicherweise war Joannes Baptista Colloredo der erste überlebende parasitische Zwilling, der einen Kopf besaß.

## Leben
Lazarus und Joannes Baptista Colloredo waren Söhne von Baptista und Pellegrina Colloredo, die drei Jahre nach der Geburt der Zwillinge starb. Das Ehepaar Colloredo war wohlhabend und hatte vor den Zwillingen schon mehrere andere Kinder bekommen. Die Eltern behandelten die miteinander verwachsenen Zwillinge als zwei eigenständige Persönlichkeiten und ließen beide taufen. Der Genueser Arzt Augustin Pinquet untersuchte die Kinder schon im Babyalter.
Lazarus machte später aus der Missgestalt ein Geschäft und bereiste zahlreiche Länder, in denen er sich zur Schau stellte, darunter Italien, Spanien, Deutschland, Frankreich (1638), Polen (1640), England (1639 und 1642), Dänemark und die Schweiz. Nach übereinstimmenden Berichten war er ein wohlhabender und wohlerzogener Mann. Wenn er sich nicht zur Schau stellte, versteckte er seinen Bruder unter seiner Kleidung. Er soll geheiratet und mehrere normal entwickelte Kinder gezeugt haben. 1646 trat er wieder in Italien auf; danach verliert sich die Spur der Colloredo-Zwillinge.

## Medizinisches

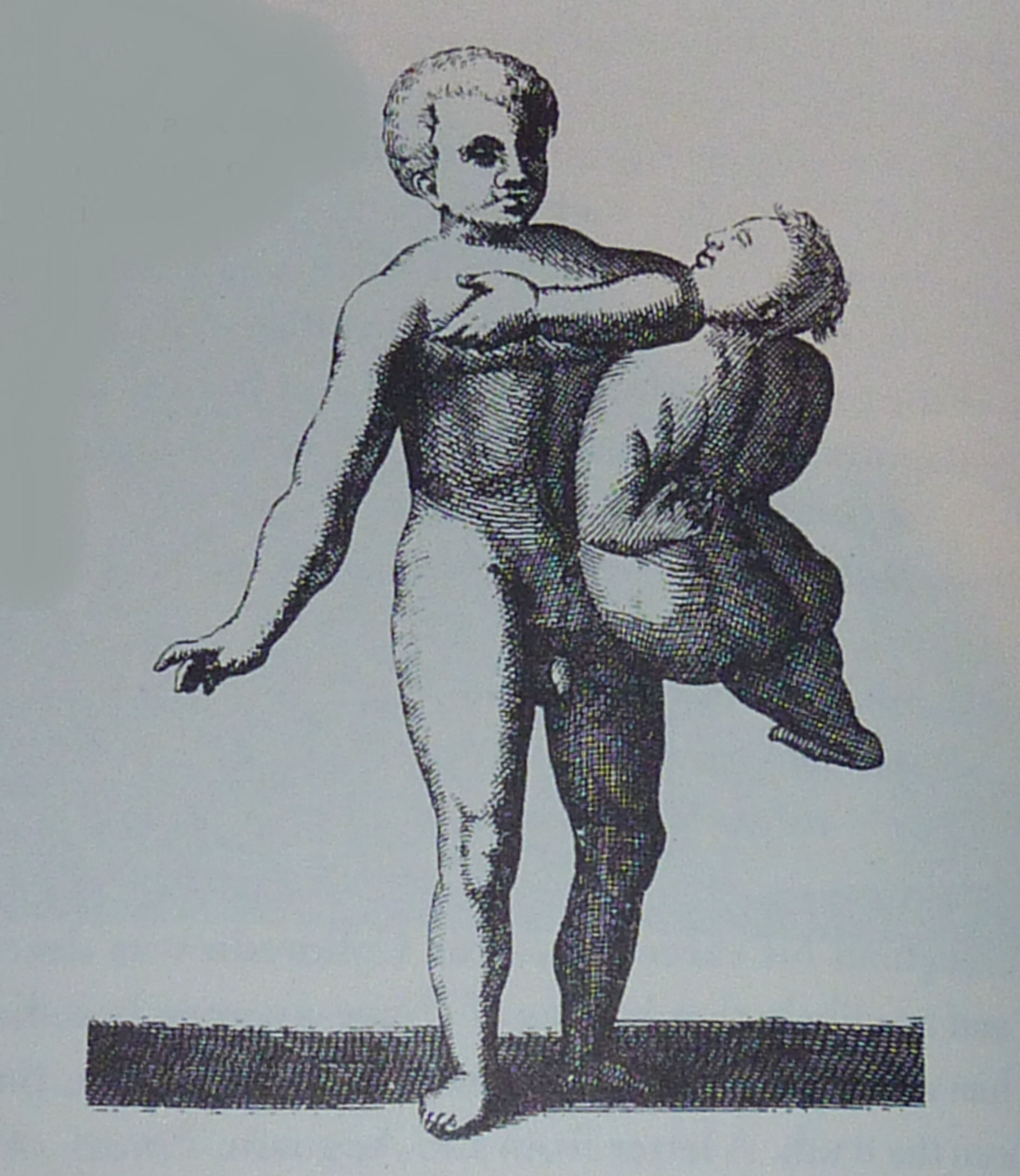
Licetis Darstellung der Zwillinge im Kindesalter

Lazarus war, bis auf seinen eingewachsenen parasitischen Bruder, normal entwickelt. Joannes Baptista war mit Lazarus verwachsen; er besaß zwei Arme und ein Bein. Sein Kopf zeigte im entsprechenden Alter Haar- und Bartwuchs, die Augen waren in der Regel geschlossen, der Mund stand offen und zeigte Speichelfluss. Joannes Baptista reagierte auf Berührungen, nahm jedoch nicht eigenständig Nahrung zu sich und zeigte keine Anzeichen höherer geistiger Entwicklung. Offenbar hatte er auch kein eigenes Verdauungssystem. Er soll jedoch versucht haben, Milch zu schlucken. Pinquet gab Informationen über die Zwillinge an den Arzt Fortunio Liceti (1577–1657) weiter, der den Fall in seinem Werk De Monstris behandelte. Ein weiterer Arzt, der die ungewöhnlichen Kinder untersuchte, war Paulus Zacchias (1584–1659). Er sah sie 1617 und 1623 und beschrieb sie in seinem Werk Questionum Medico-Legalium. Nach Zacchias’ Aussage reagierte Joannes Baptista auf Berührungen und konnte seine Arme bewegen, hatte aber sonst keine Sinneswahrnehmungen. In seinen späteren Jahren vergrößerte sich Joannes Baptistas Kopf immer mehr. Der Hydrocephalus des parasitischen Bruders war schließlich doppelt so groß wie der Kopf des „Wirts“. Außerdem entwickelte Joannes Baptista schließlich deutlichen Mundgeruch. Nach Thomas Bartholinus’ Beschreibung hatten die Zwillinge einen unterschiedlichen Schlaf-Wach-Rhythmus und konnten auch unabhängig voneinander schwitzen. Bartholinus will auch schwache Atemtätigkeit bei Joannes Baptista beobachtet haben und berichtet, er habe ein voll ausgebildetes Gebiss gehabt.
In Hufelands Journal der practischen Arzneykunde und Wundarzneykunst von 1810, Bd. 31, XII. Stück, S. 84 ff. ist eine Übersetzung der Beschreibung Bartholinus’ abgedruckt. Dort heißt es, Joannes Baptista sei, wenn der Verfasser sich nicht irre, am osse xiphoideo des Lazarus angewachsen, habe Spuren von Geschlechtstheilen, könne Ohren, Lippen und Hände bewegen und verliere seine Exkremente nur durch Mund, Nase und Ohren. Lazarus sei um das Wohl seines Bruders schon deswegen besorgt, weil er fürchte, daß wenn dieser absterben, er auch durch den üblen Geruch, wenn er verfaule, mit umkommen werde. In einer Beschreibung aus Straßburg, wo Lazarus Colloredo 1645 auftrat, wird behauptet, die beiden Brüder könnten miteinander kommunizieren; dies scheint aber keiner der untersuchenden Ärzte festgestellt zu haben. Rudolf Virchow griff auf Bartholinus’ Ergebnisse zurück, als er eine Abhandlung über siamesische Zwillinge verfasste. Auch Friedrich Ahlfeld, Ernst Schwalbe und Hans Hübner interessierten sich für den Fall und diagnostizierten ihn als Thoracopagus parasiticus, während man heute eher von einem Fall von Omphalopagus parasiticus ausgeht. Jan Bondeson nimmt an, dass Joannes Baptista kein funktionierendes Herz und keine einsatzfähige Lunge hatte, sondern ausschließlich über den Kreislauf seines Bruders versorgt wurde, mit dem er sich möglicherweise die Leber teilte. Eine operative Trennung der Zwillinge wäre nach Bondeson mit heutigen Mitteln vermutlich problemlos möglich gewesen, hätte aber Joannes Baptista das Leben gekostet. Zur Zeit der Colloredo-Zwillinge konnte an einen solchen Versuch jedoch nicht gedacht werden.

## Die Colloredo-Zwillinge in der Literatur

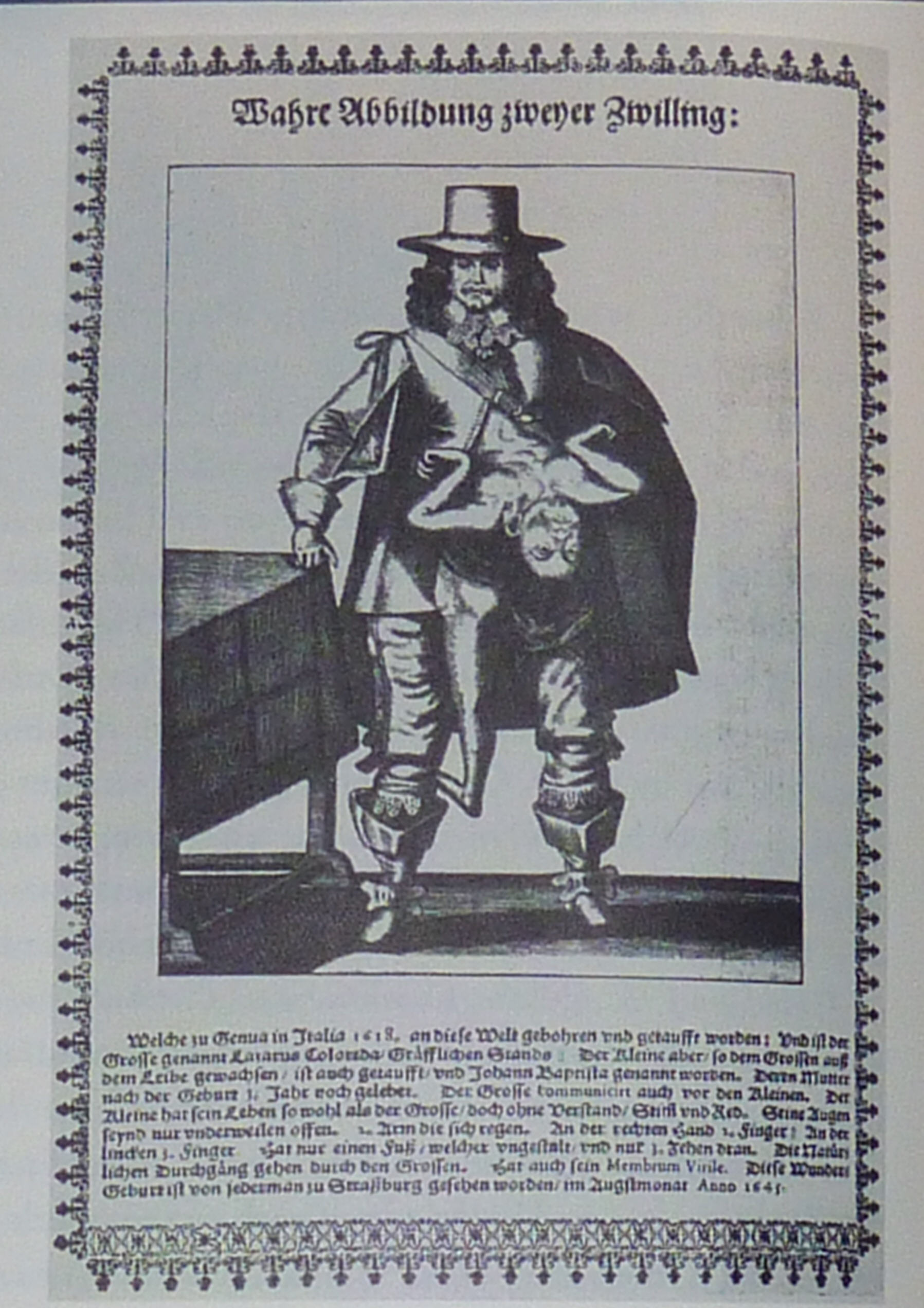
Die Straßburger Abbildung von 1645

Martin Parker schrieb, inspiriert von den Colloredo-Zwillingen, die Ballad of the Inseparable Brothers; auch John Cleveland schrieb ein Gedicht – Smectymnuus – über sie, in dem er allerdings die beiden Namen vertauschte. In Robert Blochs Unheavenly Twin taucht eine Figur auf, die einen ähnlichen Fall wie die Colloredo-Zwillinge darstellt, allerdings ist hier der Parasit intelligent und gut entwickelt und dominiert schließlich seinen Gastkörper.
Über die Frankreichreise der Colloredo-Zwillinge berichtete Henri Sauval in Histoire et antiquités de la ville de Paris. Sauval zeigte sich erstaunt, dass Lazarus Colloredo in der Lage war, Handball zu spielen, und erfuhr von diesem, dass sein parasitischer Bruder ihm einmal das Leben gerettet habe. Lazarus sei nämlich zum Tode verurteilt worden, weil er einen Mann erschlagen habe, sei der Hinrichtung aber durch das Argument entkommen, dass dann notwendigerweise auch der unschuldige Joannes Baptista umkommen werde. John Spalding berichtet über den Aufenthalt der Colloredo-Zwillinge in Aberdeen 1642 in Memorials of the Troubles in Scotland and in England. Lazarus Colloredo war damals nach Spaldings Zeugnis ein offenbar wohlhabender Mann, der keinen Manager brauchte, aber dafür zwei Diener hatte.
Abbildungen der Colloredo-Zwillinge wurden auch in den Jahrhunderten nach ihrem Tod immer wieder reproduziert. Insbesondere auf Bartholinus’ Beschreibung greifen zahlreiche Fachbücher späterer Jahrhunderte zurück, so etwa Anomalies and Curiosities of Medicine von W. Pyle und The Mystery and Lore of Monsters von C. J. S. Thompson. Die Beschreibungen der Colloredo-Zwillinge hatten großen Einfluss auf die Teratologie ihrer Zeit und späterer Jahrhunderte.